# Frankrijk op het Eurovisiesongfestival 1957
Frankrijk deed mee aan het Eurovisiesongfestival 1957 waar Paule Desjardins haar land vertegenwoordigde met het lied La belle Amour.

## Selectieprocedure
Het is niet helemaal duidelijk of de Franse omroep een nationale finale hield of de uitvoerende intern koos. Waarschijnlijk diende de televisieshow Sept villes, une chanson als voorselectie. Dit programma staat bekend als een van de merkwaardigste voorselecties voor het Songfestival met onduidelijke regels.
Van deze show werden zeven afleveringen gemaakt. Deze werden uitgezonden in december 1956 in zeven verschillende Franse steden. Van deze zes shows won het lied La belle Amour, dat in de vijfde show werd gezongen.
België · Denemarken · Duitsland · Frankrijk · Italië · Luxemburg · Nederland · Oostenrijk · Verenigd Koninkrijk · Zwitserland
1956 · 1957 · 1958 · 1959 · 1960 · 1961 · 1962 · 1963 · 1964 · 1965 · 1966 · 1967 · 1968 · 1969 · 1970 · 1971 · 1972 · 1973 · 1974 · 1975 · 1976 · 1977 · 1978 · 1979 · 1980 · 1981 · 1982 · 1983 · 1984 · 1985 · 1986 · 1987 · 1988 · 1989 · 1990 · 1991 · 1992 · 1993 · 1994 · 1995 · 1996 · 1997 · 1998 · 1999 · 2000 · 2001 · 2002 · 2003 · 2004 · 2005 · 2006 · 2007 · 2008 · 2009 · 2010 · 2011 · 2012 · 2013 · 2014 · 2015 · 2016 · 2017 · 2018 · 2019 · 2020 · 2021 · 2022 · 2023 · 2024 · 2025